# Suore di San Giuseppe di Annecy
Le Suore di San Giuseppe di Annecy (in francese Sœurs de Saint-Joseph d'Annecy) sono un istituto religioso femminile di diritto pontificio: le suore di questa congregazione pospongono al loro nome la sigla S.S.J.A.

## Storia
La congregazione si riallaccia alla fondazione fatta a Le Puy dal gesuita Jean-Pierre Médaille; deve la sua istituzione a Pierre-Joseph Rey, vescovo di Annecy.
Il 7 maggio 1833 cinque suore di San Giuseppe della congregazione di Pinerolo giunsero ad Annecy dietro invito del vescovo e vi aprirono una scuola; alla comunità di Annecy, guidata da madre Fortunata Meynet, si unirono presto le comunità giuseppine di Evian, Megève, Sallanches e Thorens che, il 5 ottobre 1833, diedero inizio alla congregazione di Annecy.
La prima filiale all'estero fu aperta nel 1849 in India; nel 1864 fu fondata una casa in Inghilterra e nel 1879 un'altra in Svizzera.
L'istituto ricevette il pontificio decreto di lode il 19 settembre 1899 e il 5 febbraio 1901 giunse l'approvazione definitiva.

## Attività e diffusione
Le suore sono aperte a tutte le forme di apostolato attivo, secondo le necessità della Chiesa.
Oltre che in Francia, sono presenti in Algeria, Gambia, India, Regno Unito, Senegal, Svizzera, Tanzania; la sede generalizia è ad Annecy.
Alla fine del 2008 la congregazione contava 539 religiose in 80 case.